# Hermann Henke
Hermann Friedrich Henke (* 17. April 1890 in Warburg; † 26. Mai 1972 in Köln) war ein deutscher Politiker und Landtagsabgeordneter (CDU).

## Werdegang
Nach dem Besuch der Volksschule absolvierte er eine Malerlehre und legte in diesem Beruf auch die Meisterprüfung ab. Er war ab 1907 Mitglied des Katholischen Gesellenvereins und von 1923 bis 1933 stellvertretender Verbandsvorsitzender des Christlichen Malerverbandes. 

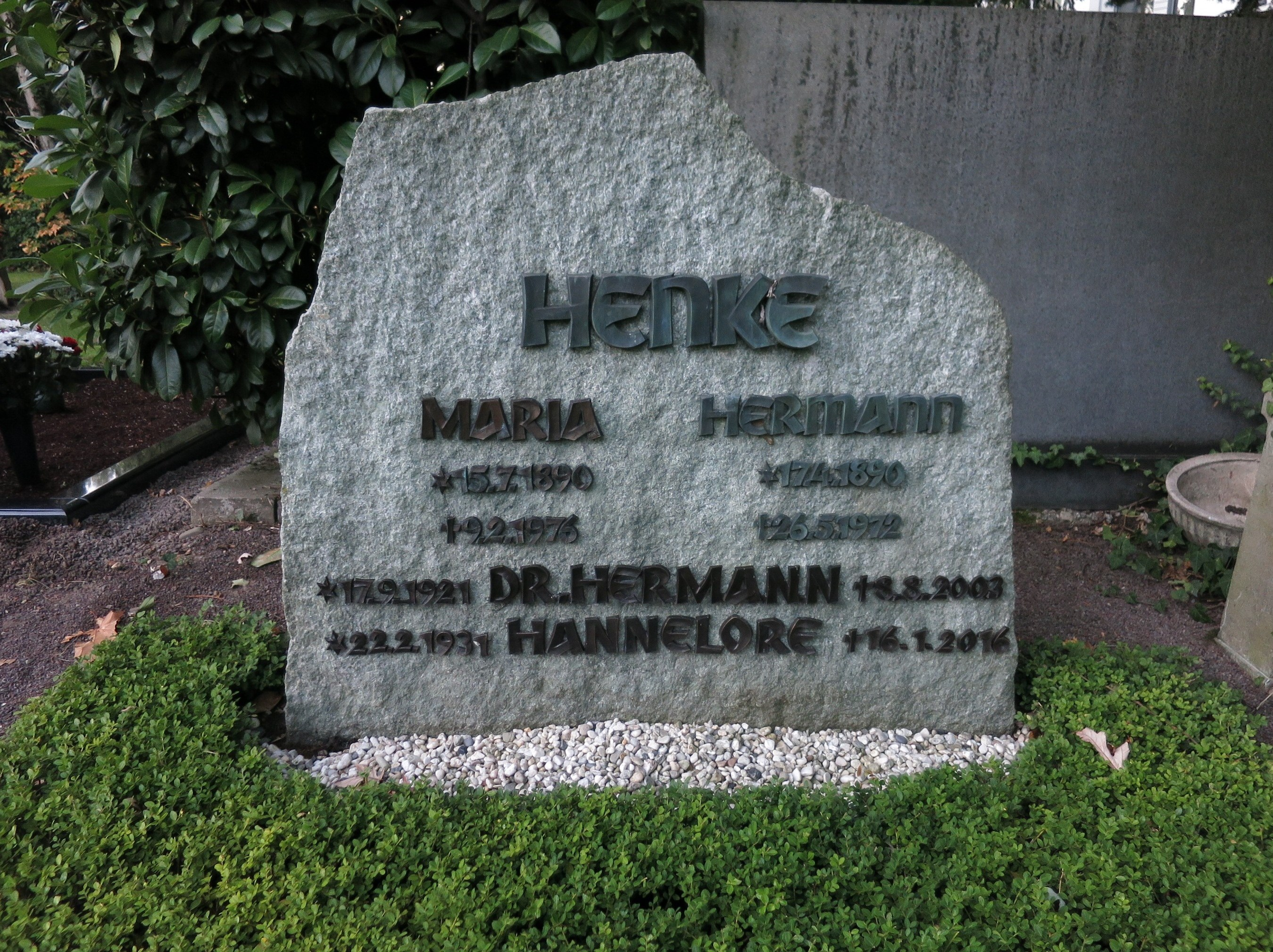
Familiengrab Henke

Von 1946 bis 1950 war er Mitglied des Stadtrates der Stadt Köln. Vom 5. Juli 1950 bis zum 12. Juli 1958 war Henke Mitglied des Landtags des Landes Nordrhein-Westfalen. Er wurde jeweils im Wahlkreis 014 Köln-Stadt II direkt gewählt. 
Seit 1919 war Henke mit Maria Josephine Balluff (1890–1976) verheiratet. Er starb 1972 im Alter von 82 Jahren in einem Kölner Krankenhaus. Die Familiengrabstätte befindet sich auf dem Friedhof Melaten (Flur 57).